# 신길중학교 (경기)
신길중학교(新吉中學校)는 대한민국 경기도 안산시 단원구 신길동에 있는 공립 중학교이다.

## 학교 연혁
- 2009년 1월 2일 : 신길중학교 설립인가(35학급)
- 2009년 3월 1일 : 초대 김현세 교장 취임
- 2009년 3월 1일 : 신길중학교 개교(5학급)
- 2009년 3월 2일 : 제1회 입학(3학급 118명)
- 2010년 2월 10일 : 제1회 졸업(1학급 21명)
- 2010년 3월 1일 : 교과교실제 C형(과목중점형) 운영 (~ 2015년 2월 28일)
- 2011년 9월 1일 : 혁신학교 예비지정교 (~ 2012년 8월 31일)
- 2013년 3월 1일 : 교육부요청 경기도지정 자유학기제 연구학교(3년) (~ 2016년 2월 29일)
- 2023년 1월 9일 : 제14회 졸업식 10학급(278명) 연인원 3,174명
- 2023년 3월 1일 : 제7대 이기관 교장 취임
- 2024년 1월 10일 : 제15회 졸업식 10학급(255명)
- 2024년 3월 4일 : 제16회 입학 7학급(191명)

## 참고 자료
- 신길중학교 - 한국교육학술정보원 학교알리미